# شنای پروانه (فیلم)
شنای پروانه فیلمی ایرانی به کارگردانی محمد کارت است که در سال ۱۳۹۸ منتشر شد. نوشتن فیلم‌نامهٔ آن بر عهدهٔ محمد کارت، حسین دوماری و پدرام پورامیری بوده و داستان آن دربارهٔ زنی است که تصویرش درحالی که در استخر بوده پخش شده و برادر شوهرش در جستجوی عکاس این تصویر است. جواد عزتی، طناز طباطبایی، امیر آقایی، علی شادمان، مه‌لقا باقری، مهدی حسینی‌نیا، ایمان صفا، ناهید مسلمی، نادر شهسواری، آبان عسکری و پانته‌آ بهرام از بازیگران این فیلم هستند.
شنای پروانه در بهمن ۱۳۹۸ و در بخش سودای سیمرغ و نگاه نو سی و هشتمین دوره جشنواره فیلم فجر به نمایش درآمد، و در آن‌جا نامزد دریافت ۱۴ جایزه شد که توانست شش جایزه از جمله بهترین بازیگر نقش مکمل مرد (آقایی)، بهترین بازیگر نقش مکمل زن (طباطبایی) و بهترین تدوین را کسب کند.

## خلاصه
پروانه (طناز طباطبایی) به گاراژ صافکاری برادرشوهرش حجت (جواد عزتی) می‌رود و از او می‌خواهد تا جلوی همسرش هاشم (امیر آقایی) را بگیرد. هاشم به خاطر فیلمی که از شنای پروانه در استخر در فضای مجازی پخش شده است، به همراه نوچه‌هایش برای انتقام‌جویی به استخر رفته و مشغول تخریب آن است. در راه بازگشت از استخر، هاشم پروانه را با ضرباتی می‌کشد.
دادگاه حکم به اعدام هاشم می‌دهد. حجت و پدرش (نادر شهسواری) برای رضایت گرفتن نزد پدر پروانه (علیرضا داوودنژاد) می‌روند. پدر پروانه می‌گوید فقط در صورتی رضایت می‌دهد که پخش کنندهٔ فیلم پیدا شود. طبق گفتهٔ پلیس، سیم کارتی که اولین بار فیلم را پخش کرده است متعلق به فردی به نام رضا زارع است که اخیراً از کمپ ترک اعتیاد فرار کرده است. حجت همراه مسیب (مهدی حسینی‌نیا) -دوست هاشم- به دنبال رضا می‌گردند ولی دوستان رضا می‌گویند او مرده است.
حجت با راهنمایی هاشم، به سراغ افرادی که با هاشم کار می‌کرده‌اند، می‌رود. از جمله اشکان (علی شادمان) که کارگاه تولید مشروب دارد و شاپور (پانته‌آ بهرام) که یک قمارخانه را اداره می‌کند. ولی هر دو نفر دست داشتن در قضیهٔ پخش فیلم را رد می‌کنند. روز بعد پلیس تمام افرادی که حجت به سراغ آنها رفته است را دستگیر می‌کند. نوچه‌های آن‌ها حجت را مسئول گزارش آن‌ها به پلیس می‌دانند و به خانهٔ او حمله می‌کنند. حجت به همراه شوهرخواهرش محمد (ایمان صفا) افرادی را که در محله سابقهٔ آدم‌فروشی داشته‌اند می‌رباید و تحت فشار قرار می‌دهد. اکبر کنتی (بهروز پناهنده) -یکی از ربوده‌شدگان- اعتراف می‌کند گزارش به پلیس را به خواست زنی که ادعا می‌کرده همسر صیغه‌ای حجت است انجام داده است. حجت زن (آبان عسگری) را با تصادفی ساختگی به گاراژ خودش می‌کشاند و تحت فشار قرار می‌دهد. زن اعتراف می‌کند فیلم گرفتن از پروانه و اجیر کردن اکبر را با تهدید مسیب -که سه سال است فیلمی خصوصی از او دارد- انجام داده است.
حجت مسیب را می‌رباید. مسیب اعتراف می‌کند همه چیز را به خاطر انتقام گرفتن از هاشم انجام داده چون چند سال قبل هاشم چند نفر را اجیر کرده است که مسیب را بربایند و به او تجاوز کنند. او همچنین می‌گوید دستگیر شدن حجت به جرم قاچاق و به دنبال آن سقط جنین و نازا شدن افسانه (مه‌لقا باقری) -همسر حجت- هم زیر سر هاشم و مسیب بوده است. همچنین می‌گوید حجت چند بار هم ناخواسته بار شیشه برای آنها قاچاق کرده است.
حجت مقداری پول از مسیب می‌گیرد تا او را آزاد کند. سه کیلو و نیم شیشه (مقداری که حکم آن اعدام است) تهیه می‌کند و آن را در خانهٔ مسیب جاسازی می‌کند و پلیس مسیب را دستگیر می‌کند. در آخرین صحنهٔ فیلم حجت به خانواده‌اش می‌گوید نتوانسته است پخش کنندهٔ فیلم را پیدا کند.

## بازیگران
| نام              | نقش    | توضیحات                                   |
| ---------------- | ------ | ----------------------------------------- |
| جواد عزتی        | حجّت    | برادر هاشم و برادرشوهر پروانه             |
| امیر آقایی       | هاشم   | برادر حجّت و همسر پروانه                   |
| طناز طباطبایی    | پروانه | همسر هاشم و زن‌برادر حجّت                   |
| علی شادمان       | اشکان  | تولیدکنندهٔ مشروب                          |
| پانته‌آ بهرام     | شاپور  | صاحب قمارخانه                             |
| علیرضا داوودنژاد | احمد   | پدر پروانه                                |
| مه‌لقا باقری      | افسانه | همسر حجّت                                  |
| مهدی حسینی نیا   | مسیب   | دوست هاشم                                 |
| ایمان صفا        | محمّد   | شوهر خواهر حجّت و هاشم                     |
| ناهید مسلمی      | طوبی   | مادر حجّت و هاشم                           |
| آبان عسکری       | زن     | کسی که فیلم شنا کردن پروانه را گرفته است. |
| نادر شهسواری     | بهرام  | پدر حجّت و هاشم                            |
| بهروز پناهنده    | اکبر   | آدم‌فروش                                   |
| نیلوفر شهفری     | منیژه  | خواهر حجّت و هاشم                          |
| لادن ژاوه‌وند     | سرور   | مادر اشکان                                |

## توقف اکران به احترام کادر درمان
۲۲ تیر ۱۳۹۹ رسول صدرعاملی، تهیه‌کننده فیلم به دلیل افزایش قربانیان و مبتلایان به کووید ۱۹ و به احترام کادر درمان که طی مدت طولانی مشغول درمان مبتلایان هستند، خبر از توقف موقت اکران فیلم از روز چهارشنبه ۲۵ تیرماه ۱۳۹۹ داد.

## جوایز و افتخارات
| جشنواره                        | تاریخ برگزاری | بخش                              | نامزد                                   | نتیجه    |
| ------------------------------ | ------------- | -------------------------------- | --------------------------------------- | -------- |
| جشنواره فیلم فجر               | ۲۲ بهمن ۱۳۹۸  | بهترین فیلم                      | رسول صدرعاملی                           | نامزدشده |
| جشنواره فیلم فجر               | ۲۲ بهمن ۱۳۹۸  | بهترین کارگردانی                 | محمد کارت                               | نامزدشده |
| جشنواره فیلم فجر               | ۲۲ بهمن ۱۳۹۸  | بهترین فیلمنامه                  | محمد کارت، حسین دوماری و پدرام پورامیری | نامزدشده |
| جشنواره فیلم فجر               | ۲۲ بهمن ۱۳۹۸  | بهترین فیلم‌برداری                | سامان لطفیان                            | نامزدشده |
| جشنواره فیلم فجر               | ۲۲ بهمن ۱۳۹۸  | بهترین موسیقی متن                | مسعود سخاوت‌دوست                         | نامزدشده |
| جشنواره فیلم فجر               | ۲۲ بهمن ۱۳۹۸  | بهترین چهره‌پردازی                | عظیم فراین                              | نامزدشده |
| جشنواره فیلم فجر               | ۲۲ بهمن ۱۳۹۸  | بهترین طراحی لباس                | غزاله معتمد                             | نامزدشده |
| جشنواره فیلم فجر               | ۲۲ بهمن ۱۳۹۸  | بهترین جلوه‌های ویژه میدانی       | آرش آقابیک                              | نامزدشده |
| جشنواره فیلم فجر               | ۲۲ بهمن ۱۳۹۸  | بهترین بازیگر نقش مکمل مرد       | امیر آقایی                              | برنده    |
| جشنواره فیلم فجر               | ۲۲ بهمن ۱۳۹۸  | بهترین بازیگر نقش مکمل زن        | طناز طباطبایی                           | برنده    |
| جشنواره فیلم فجر               | ۲۲ بهمن ۱۳۹۸  | بهترین تدوین                     | اسماعیل علیزاده                         | برنده    |
| جشنواره فیلم فجر               | ۲۲ بهمن ۱۳۹۸  | بهترین صداگذاری و میکس           | آرش قاسمی                               | برنده    |
| جشنواره فیلم فجر               | ۲۲ بهمن ۱۳۹۸  | بهترین صدابرداری                 | مهدی صالح‌کرمانی                         | برنده    |
| جشنواره فیلم فجر               | ۲۲ بهمن ۱۳۹۸  | بهترین فیلم از نگاه تماشاگران    | رسول صدرعاملی                           | برنده    |
| جشنواره فیلم فجر               | ۲۲ بهمن ۱۳۹۹  | بهترین تیزر یا آنونس تبلیغاتی    | حمید نجفی‌راد                            | برنده    |
| جشنواره بین‌المللی فیلم شانگهای | ۱۴۰۰          | جایزه انتخاب تماشاگران برای فیلم | محمد کارت                               | نامزدشده |
| جشنواره بین‌المللی فیلم شانگهای | ۱۴۰۰          | جایزه انتخاب رسانه برای فیلم     | محمد کارت                               | نامزدشده |
| جشنواره بین‌المللی فیلم شانگهای | ۱۴۰۰          | جایزه انتخاب رسانه برای فیلمساز  | محمد کارت                               | نامزدشده |
| جشنواره بین‌المللی فیلم ولز     | ۱۴۰۰          | جایزه ویژه داوران                | محمد کارت                               | برنده    |

- برنده جایزه بهترین فیلمنامه از هشتمین جشنواره بین‌المللی فیلم شهر[۴]